# Excelsior (balet)
Excelsior (titlul original: în italiană Ballo Excelsior) este un balet în 6 acte cu coreogafia și libretul semnate de Luigi Manzotti, pe muzica de Romualdo Marenco, premiera având loc în 11 ianuarie 1881 la Teatro alla Scala din Milano.

## Rezumat
Creat după formula „ballo grande italiano” (în română marele dans italian) și numit „acțiune coregrafică, istorică, alegorică, fantastică în 6 părți și 11 scene”, spectacolul se bazează pe ideea, dominantă în societatea de la sfârșitul secolului al XIX-lea, a triumfului științei. Alegoria victoriei Luminii și Civilizației împotriva Obscurantismului, dușmanul Progresului, este urmată de tablouri care exaltează marile lucrări și invenții ale acelei perioade: vaporul cu aburi inventat de Denis Papin, piroscaful, pila voltaică la Como în 1799 a lui Alessandro Volta, telegraful, becul lui Thomas Edison, Canalul Suez, tunelul feroviar Mont Cenis, numit așa incorect deoarece tunelul trece pe sub Muntele Frejus. Eroarea de denumire se datorează faptului că tunelul a înlocuit traseul mult mai lung și mai dificil al trecerii peste Pasul Mont Cenis (Colle del Moncenisio). Pe parcursul desfășurării marilor succese ale Științei continuă însă lupta dintre Lumină și Geniul Întunericului, care se rezolvă cu Civilizația care eliberează în cele din urmă Sclavul de lanțurile sale și de indispensabila apoteoză finală.

## Personajele și actorii premierei
- Bice Vergani – Lumina
- Carlo Montanara – Tenebre
- Rosina Viale – Civilizația
- Carlo Coppi – Denis Papin
- Angelo Cuccoli – Alessandro Volta
- Cesare Razzani – hangiul
- Giuseppina Geninazzi – soția hangiului
- Cesare Coppini – Valentino, barcagiul
- Gilda May – sora lui Valentino
- Giulia Hofschüller – Fanny, logodnica lui Valentino
- Luigi Radice – un agricultor
- Achille Balbiani – Fritz, un barcagiu
- Carlo Coppi și Angelo Cuccoli – doi ingineri italieni
- Cesare Razzini și Cesare Vismara – doi ingineri francezi
- Achille Balbiani – un maistru miner italian
- Luigi Radice – un maistru miner francez
- Sclavul
- Fulgerul
- Știința
- Progresul
- Frăția
- Dragostea
- Corpul de balet al Teatro alla Scala

## Producția
Pe scenă desfășurarea mijloacelor este impresionantă: compus din unsprezece tablouri, pline de efecte speciale, se folosește de o trupă de dans formată din patru sute cincizeci de dansatori. Corriere della Sera scrie: „Este paradisul, triumful umanității civilizate, o sărbătoare a gândirii, bogată și splendidă”. Spectacolul este foarte patriotic, atât de mult încât sala este plină și de becuri și steaguri tricolore; vrem să sărbătorim apariția unei lumi în care domnește modernitatea și pacea. Încasările au fost extraordinare pentru vremea: 6.000 de lire, corespunzând azi aproximativ 24.000 de euro. Spectacolul a rămas pe afiș 103 seri consecutive.
După Milano, spectacolul a încântat publicul din întreaga lume: în 1889 a fost la Expoziția Universală de la Paris. În 1913 a fost ecranizat într-un film regizat de Luca Comerio, în timp ce o reconstituire filmată și sonoră mai poate fi văzută în episodul cu același nume din filmul Vremurile de altădată (Altri tempi) regizat în 1952 de Alessandro Blasetti.
În 1913, Luca Comerio a realizat filmul Excelsior în numele renumitului editor de muzică Lorenzo Sonzogno, care fondase compania Musical-Films. Singurul fragment de film rămas a făcut obiectul unei reconstrucții fericite.